# Data Colada
Data Colada es un blog dedicado al análisis investigativo y la replicación de investigaciones académicas, centrándose en particular en la validez de los hallazgos en las ciencias sociales.
Es conocido por su activismo contra prácticas de investigación problemáticas como el p-hacking, y por publicar evidencia de manipulación de datos y mala conducta en la investigación en varios casos destacados, incluidos los profesores famosos Dan Ariely y Francesca Gino. Data Colada fue fundada en 2013 por tres investigadores de ciencias del comportamiento: Uri Simonsohn, profesor de Esade Business School, Barcelona/España (a partir de 2023), Leif Nelson, profesor de la Universidad de California, Berkeley, y Joe Simmons, profesor de Universidad de Pennsilvania.

## Historia
Alrededor de 2011, Simmons, Nelson y Simonsohn «se unieron por los hallazgos falsos, ridículos y llamativos que el campo [de las ciencias del comportamiento] era capaz de producir», como un artículo del psicólogo de Cornell Daryl Bem que supuestamente había encontrado evidencia de clarividencia. Reaccionaron publicando un influyente artículo de 2011 sobre resultados falsos positivos en psicología, que ilustra el problema con un hallazgo de investigación parodia que supuestamente mostraba que escuchar la canción de The Beatles «When I'm Sixty-Four» convertía a los sujetos experimentales en un año y medio año más jóvenes.
El blog «Data Colada» se lanzó dos años después, en 2013, con el lema «Pensar en la evidencia y viceversa», convirtiéndose en lo que The New York Times describió como «un centro para debates nerds sobre métodos estadísticos y, en poco tiempo, investigación de delitos y faltas diversas».
En particular, los tres investigadores se opusieron a la entonces extendida práctica de seleccionar datos y a los intentos de hacer que resultados insignificantes parecieran estadísticamente creíbles, especialmente un enfoque para el que acuñaron el término p-hacking en un artículo de 2014.

## Hallazgos notables
Además de denunciar prácticas de investigación defectuosas, pero presumiblemente bien intencionadas, Data Colada también publicó evidencia de manipulaciones de datos y mala conducta en la investigación. Estos incluyen estudios sobre el concepto de autoridad moral realizados por el psicólogo Lawrence Sanna e investigaciones del psicólogo flamenco Dirk Smeesters. Según The New Yorker, después de que Data Colada publicara su trabajo, las carreras de Sanna y Smeesters «llegaron a un final sin ceremonias».
En 2021, Data Colada descubrió datos inventados en un estudio de campo de 2012 publicado en PNAS por Lisa L. Shu, Nina Mazar, Francesca Gino, Dan Ariely y Max H. Bazerman. Todos los autores del estudio estuvieron de acuerdo con su evaluación y el artículo fue retractado. Los autores también coincidieron en que Ariely fue el único autor que tuvo acceso a los datos antes de transmitirlos en forma fraudulenta a Mazar, la analista. Ariely negó haber manipulado los datos, pero los metadatos de Excel mostraron que él creó la hoja de cálculo y fue el último en editarla. También admitió haber etiquetado mal todos los valores en una columna completa de datos en un correo electrónico a Mazar poco después de enviarle inicialmente los datos. Ariely ha afirmado que alguien de la agencia de seguros que proporcionó los datos debe haberlos inventado.

## Recepción
Al trabajo de Data Colada se le atribuye haber contribuido a crear conciencia sobre la crisis de replicación, la idea de que muchos resultados de investigación en ciencias sociales son difíciles o imposibles de reproducir. Data Colada también es reconocida por ayudar a establecer mejores prácticas de investigación, como el intercambio de datos de replicación.
El psicólogo ganador del Premio Nobel Daniel Kahneman describió a Data Colada en 2023 como «héroes míos» y expresó su pesar por haber respaldado previamente hallazgos de investigaciones que el blog luego demostró que eran defectuosos. Brian Nosek, del Center for Open Science, aplaudió a Data Colada por haber «realizado un trabajo increíble en el desarrollo de nuevas metodologías para cuestionar la credibilidad de la investigación».
Por otro lado, como lo resume The New Yorker, «los críticos más duros de Data Colada veían a los jóvenes como advenedizos celosos que no entendían el arte blando de las ciencias sociales». El psicólogo Norbert Schwarz acusó a Data Colada y otros reformadores de participar en una «caza de brujas», mientras que el psicólogo Daniel Gilbert denunció a los que llamó la «policía de replicación» como «pequeños matones descarados».

## Demanda de Francesca Gino
En 2021, la investigadora Zoé Ziani y otro colaborador alertaron a Data Colada sobre problemas al replicar el trabajo de la científica del comportamiento de Harvard Francesca Gino. Más tarde ese año, el equipo de Data Colada se puso en contacto con la Universidad de Harvard sobre anomalías en cuatro artículos de Gino. Posteriormente, Harvard llevó a cabo su propia investigación interna con la ayuda de una empresa externa, que descubrió alteraciones de datos adicionales además de los casos planteados por Data Colada. En junio de 2023, la escuela de negocios Harvard puso a Gino en licencia administrativa no remunerada después de que la investigación interna determinara que había falsificado datos en su investigación. Casi al mismo tiempo, Data Colada publicó cuatro publicaciones de blog que detallan evidencia de que los cuatro artículos (todos los cuales habían sido retractados o estaban listos para ser retractados en ese momento), y posiblemente otros de Gino, «contienen datos falsos». Posteriormente, Gino presentó una demanda por difamación contra Harvard, el decano de la Escuela de Negocios de Harvard, Srikant Datar, y los tres miembros de Data Colada por 25 millones de dólares, alegando que habían conspirado para dañar su reputación con acusaciones falsas, y que las sanciones en su contra ascendían a a la discriminación basada en el género bajo el Título IX. Gino acusó a Harvard y al equipo de Data Colada de haber «trabajado juntos para destruir mi carrera y mi reputación a pesar de admitir que no tienen pruebas que demuestren sus acusaciones». La demanda generó preocupaciones sobre los efectos paralizadores. El defensor de la ciencia abierta, Simine Vazire, recaudó más de 370 000 dólares para ayudar a cubrir los honorarios legales de Data Colada.